# Municipio de Namiquipa
El Municipio de Namiquipa es uno de los 67 municipios en que se divide el estado mexicano de Chihuahua. Su cabecera es el pueblo de Namiquipa.

## Geografía
Namiquipa se encuentra localizado en la zona central del estado de Chihuahua, sus límites geográficos son al norte con el municipio de Buenaventura, al este con el municipio de Chihuahua, al sur con el municipio de Riva Palacio, el municipio de Cuauhtémoc y el municipio de Bachíniva, al suroeste con el municipio de Guerrero y con el municipio de Matachí, al oeste con el municipio de Temósachic y el municipio de Gómez Farías y al noroeste con el municipio de Ignacio Zaragoza.
Su extensión territorial es de 4,212.58 km² que representan el 1.70% de la superficie total del estado de Chihuahua.

### Orografía e hidrografía
El territorio está ubicado en la zona de transición entre la Altiplanicie Chihuahuense y la Sierra Madre Occidental, su territorio tiene grandes contrastes, extensas llanuras y grandes serranías. Dos planicies paralelas se extienden de norte a sur, limitadas por Sendas Cordilleras y también por Cordilleras Paralelas.
Las dos planicies paralelas que se encuentra en el municipio, están surcadas por los dos principales ríos de la región, ambos tienen sentido sur a norte, el río que discurre por la planicie occidental es el río Santa Clara, que nace en los límites de Namiquipa y Chihuahua y que posteriormente recibirá el nombre de río Del Carmen; la planicie oriental es surcada por el río Santa María que nace en el municipio de Bachíniva, estos dos ríos tienen como caractarística el pertenecer a cuencas cerradas o vertientes interiores que caracterizan al territorio del norte de México, ambos continúan hacia el norte y desembocan formando lagunas en el Desierto de Chihuahua, sin embargo, ambos ríos son represados, el río Santa María forma la Presa El Tintero o "Francisco Villa" en el mismo municipio de Namiquipa, mientras que el río Santa Clara forma la Presa Las Lajas o "Adolfo López Mateos" en el vecino municipio de Buenaventura para ser aprovechados en la agricultura, por lo que ya no llegan a sus lagunas y están prácticamente han desaparecido. Todo el territorio de Namiquipa pertenece a la Región hidrológica Cuencas Cerradas del Norte y se divide en tres diferentes cuencas, la zona más oriental pertenece a la Cuenca del río del Carmen, la zona central a la Cuenca del río Santa María y el sector más occidental a la Cuenca del río Casas Grandes.

### Clima y ecosistemas
La gran mayoría del territorio de Namiquipa tiene un clima considerado como Semisco templado, la altitud influye en los cambios climatológicos, así en la zona más oriental en las alturas de la Sierra del Nido limítrofe con el municipio de Chihuahua y en el extremo occidental en los comienzos de la Sierra Madre Occidental se registra un clima Semifrío subhúmedo con lluvias en verano, dos pequeñas zonas en el norte del municipio tienen clima Seco templado; la temperatura media anual en casi todo el municipio se encuentra en un rango de 10 a 14 °C, dos sectores del norte registran un promedio entre 14 y 16 °C y un sector al noroeste tiene una temperatura promedio inferior a los 10 °C; la precipitación promedio anual se encuentra influenciada por las elevaciones del terreno y sigue prácticamente el mismo patrón de distribución geográfica que los climas, así la mayor parte del municipio tiene un promedio de precipitación de 400 a 500 mm, las zonas más elevadas de los extremos oriental y occidental del municipio tiene un promerio de 500 a 600 mm, mientras que dos zonas del norte, que son más bajas, tienen un promedio de 300 a 400 mm.
La flora está constituida por especies vegetales como el pino, encino, yuca, agave, cactácea, manzanillo, roble, y madroño, las dos grandes planicies que se encuentra en el municipio se encuentra divididas en agricultura en la parte sur y suroeste de ambas y pastizal en los extremos norte de ambas, por su partes las tres cordilleras que surcan el municipio se encuentra cubiertas por bosque. La fauna está integrada por guajolote, paloma de collar, conejo, puma, gato montés, coyote, oso, berrendo, y venado cola blanca.

## Demografía
Según el Censo de Población y Vivienda de 2010 realizado por el Instituto Nacional de Estadística y Geografía, la población del municipio de Namiquipa es de 22 880 habitantes, de los cuales 11 630 son hombres y 11 250 son mujeres.

### Localidades
En el censo de 2020 el municipio de Namiquipa contaba con 181 localidades.
| Código INEGI      | Localidad         | Población (2020) |
| ----------------- | ----------------- | ---------------- |
| 080480065         | Santa Ana         | 3 130            |
| 080480061         | El Terrero        | 2 752            |
| 080480043         | El Molino         | 2 272            |
| 080480064         | Benito Juárez     | 2 017            |
| 080480001         | Namiquipa         | 1 723            |
| 080480031         | Cruces            | 1 056            |
| Otras localidades | Otras localidades | 9 762            |
| Total municipal   | Total municipal   | 22 712           |

## Turismo
Albercas JyR: Albercas ubicadas en El Molino Namiquipa ubicado a 15 minutos de la cabecera municipal rumbo para el manantial conocido como " El ojito" un manantial que en la actualidad está totalmente seco.
El Tintero: En la presa el Tintero puede usted practicar el Deporte de la Pesca, así como paseos en lancha. Ubicado a escasos 40 kilómetros de la cabecera municipal, por la carretera a Cruces y frente el pueblo de El Tascate.
Alberca de Rancho de Gracia: Aguas termales de la Alberca de Rancho de Gracia, ubicado a 15 minutos de la cabecera municipal rumbo al norte en la Localidad de Rancho de Gracia. puede practicar el deporte de la natación, acampar entre las arboledas, disfrutar del paseo en cuatrimotos o caballos, discadas, etc.
Lago Daniela: Es un lago artificial de pesca deportiva, aunque su fuente de agua es un manantial. Está ubicado en el poblado de Emiliano Zapata.
Cabañas "Hacienda San Gabriel": Ubicadas a 10 minutos de División del Norte, dentro de la Cuesta del Toro, hacienda san Gabriel le ofrece cabañas totalmente rústicas y albercas en un paisaje rodeado de montañas. Además disfrute del exquisito sabor de sus más de 10 sabores de sotol, fabricado de manera rústica con ingredientes orgánicos. La hacienda San Gabriel forma parte de lo que fue antes Hacienda de la Baja Babícora, y dentro de sus terrenos se conserva aun la casona.
En la localidad de El Terrero, se encuentra la plaza-parque más grande del municipio. El Templo parroquial de San Pío X, aunque no es antiguo, es uno de los más bellos de la región.
Iglesia del Refugio. una reliquia y hermoso templo digno de conocer, segundo templo más antiguo del municipio. Todos los años se cuenta con una tradición de danza de Matachines los días, 24-25 de diciembre celebrando el nacimiento de Jesús y 5-6 enero los santos Reyes y "torear al toro".

## Gobierno

### Presidentes municipales
- (1980 - 1983): Fernando Barraza
- (1983 - 1986): Rafael Ruiz
- (1986 - 1989): José González Neira
- (1989 - 1992): Daniel Salazar Quintana
- (1992 - 1995): Alfredo Mario Samaniego Mathus
- (1995 - 1998): José Armando Jácquez
- (1998 - 2001): Alfredo Mario Samaniego Mathus
- (2001 - 2004): Leobardo Barraza Weckmann
- (2004 - 2007): Jesús Armando Muñoz Ponce
- (2007 - 2009): Héctor Meixueiro Muñoz[14]
- (2009 - 2010): Dagoberto Trevizo Tena
- (2010 - 2013): Jesús Manuel Ortega Meeráz
- (2013 - 2016): Dagoberto Trevizo Tena
- (2016 - 2018): Ramón Alonzo Enríquez Mendoza
- (2019 - 2021): Oscar Barraza Robledo